# Station Burst
Station Burst is een spoorwegstation langs spoorlijn 82 (Aalst - Burst) en spoorlijn 89 (Denderleeuw - Kortrijk) in Burst, een deelgemeente van de gemeente Erpe-Mere.

## Geschiedenis
In Burst stopte voor het eerst een trein toen in 1868 de spoorlijn Denderleeuw-Kortrijk werd geopend.
Het toen aanwezige stationsgebouw was identiek aan de andere stationsgebouwen op de lijn. Het bestond uit een hoog middendeel vergezeld van twee lagere vleugels. Men kan dit ontwerp nog steeds zien onder andere te Herzele en Haaltert.
In 1876 werd de aftakking naar Aalst geopend. Toen in 1885 de verbinding Zottegem-Elzele klaar was lag Burst plots op de kruising van de lijnen Denderleeuw-Kortrijk en Aalst-Ronse. Dit knooppunt vervult vandaag nog steeds in iets mindere mate dan vroeger zijn functie daar de sectie Zottegem-Elzele sinds 1964 alweer gesloten is. De spoorlijn 82 (Aalst-Burst) wordt enkel tijdens de spits bediend en wordt gesloten tijdens de zomervakantie, dit gebeurt omdat de spoorlijn voornamelijk gebruikt wordt door studenten die hun opleiding volgen in Aalst.
Het station Burst telt vandaag de dag nog altijd dubbel zoveel reizigers als andere stations in de buurt.
Het huidige stationsgebouw omvatte tot 2012 een loket met ruime wachtzaal, dienstlokalen, seinhuis en sanitaire voorzieningen. Ernaast staat een gebouw dat in afmetingen minstens even groot is als het hoofdgebouw. Dit bestaat volledig uit de technische installaties. Er zijn dan ook weinig ramen en dergelijke voorzien. Aan de overkant van de sporen bevond zich nog een dienstgebouw van infrastructuurbeheerder Infrabel. Hierin nam zij destijds haar intrek. Alle gebouwen werden in eenzelfde stijl opgetrokken in 1984 naar plannen van architect Herman Harth.
Voor Infrabel was het dienstgebouw aan de overkant van de sporen blijkbaar te krap want ernaast stonden nog enkele containergebouwen. In maart 2013 verdween het dienstgebouw van Infrabel en kwam er zo plaats ter beschikking voor de aanleg van een extra parking die nodig was. In de directe omgeving van het station zijn 3 parkeerterreinen die plaats bieden aan 428 personenwagens. De aanleg van nieuwe parkeerplaatsen was nodig en is tot de dag vandaag zelfs krap. Doordat andere parkings van buurstations nog sneller volstaan of betalend zijn kiezen veel reizigers voor Burst als vertrekstation. Er zijn plannen om nieuwe parkings te maken en het stationsgebouw en perrons te renoveren.
Door de aanwezigheid van een seinhuis was Burst bijna voortdurend bemand. Ondanks dit gegeven, de grote reizigersaantallen en de strategische locatie van station Burst aan de kruising van spoorlijnen 82 en 89 werden de openingsuren van het loket ook hier stelselmatig teruggeschroefd.
In 2013 is het seinhuis van Burst overgenomen worden door Denderleeuw.
Het station is sinds 21 juni 2013 niet meer bemand en de loketten werden hierdoor gesloten.
De wachtzaal blijft echter wel beperkt toegankelijk en is verkleind. Sanitaire voorzieningen werden gesloten en ook de snack- en frisdrankautomaat werd weggehaald.
Voor de aankoop van vervoersbewijzen kan men terecht aan de biljettenautomaat die ter beschikking staat op perron 1, of via andere verkoopskanalen.
Het station Burst is een van de grootste stations van de Regio Erpe-Mere. het telt drie sporen. Het derde spoor is een uitwijkspoor en wordt enkel gebruikt bij werken of storingen op L89 en tijdens het schooljaarperiode door de P-trein naar Aalst. Om het eilandperron te bereiken dient de tunnel gebruikt te worden. Deze is zowel vanaf het station als vanaf de parking toegankelijk. De perrons zijn grotendeels verhard, maar wel nog niet op de moderne standaardhoogte: dit bemoeilijkt het instappen op sommige treintypes. Op beide perrons zijn schuilhuisjes geplaatst.
Bij het station bevinden zich parkeerplaatsen en fietsenstallingen.

## Galerij

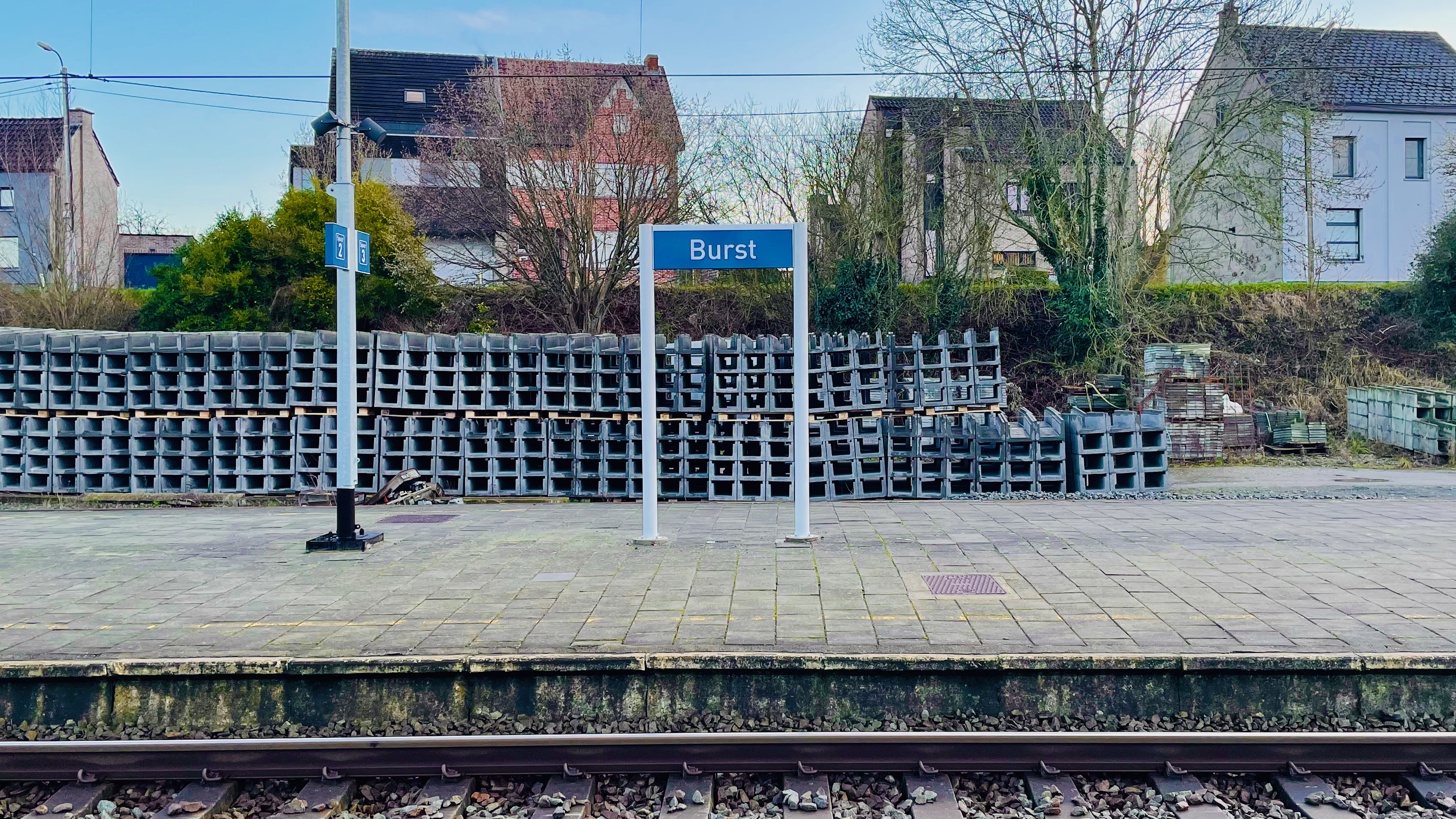
Plaatsnaambord
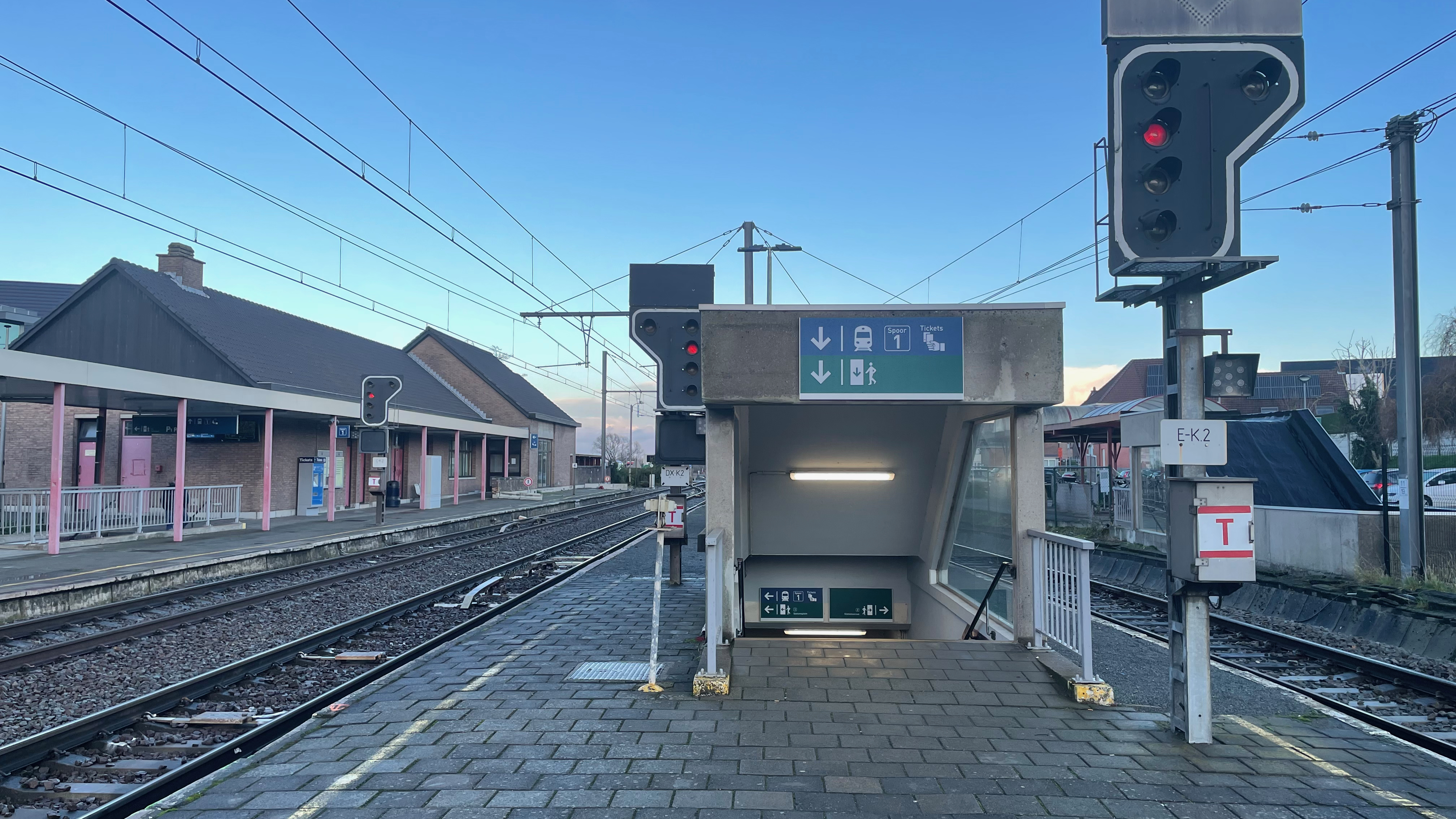
Zicht op het perron
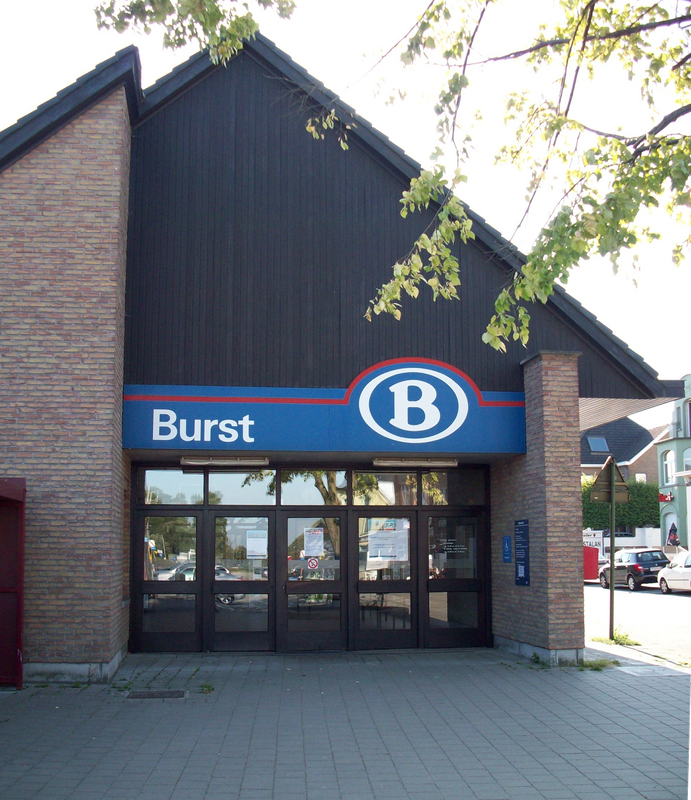
Het station (2009)
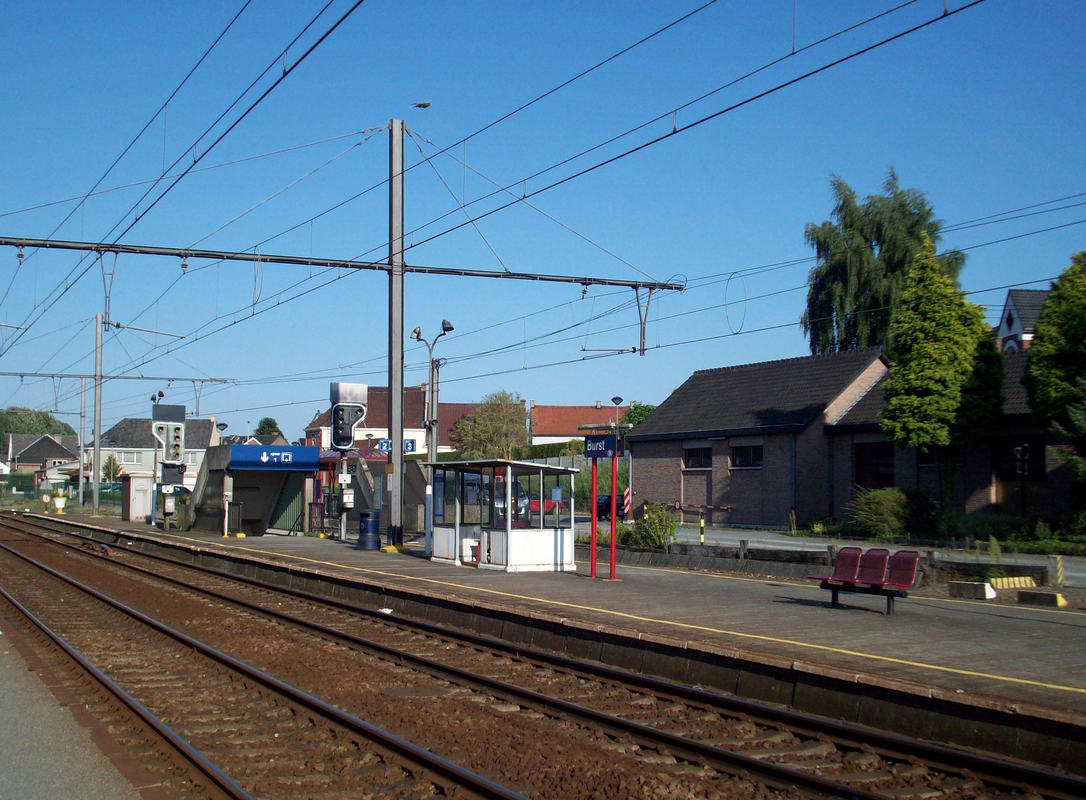
Zicht op sporen 2 en 3
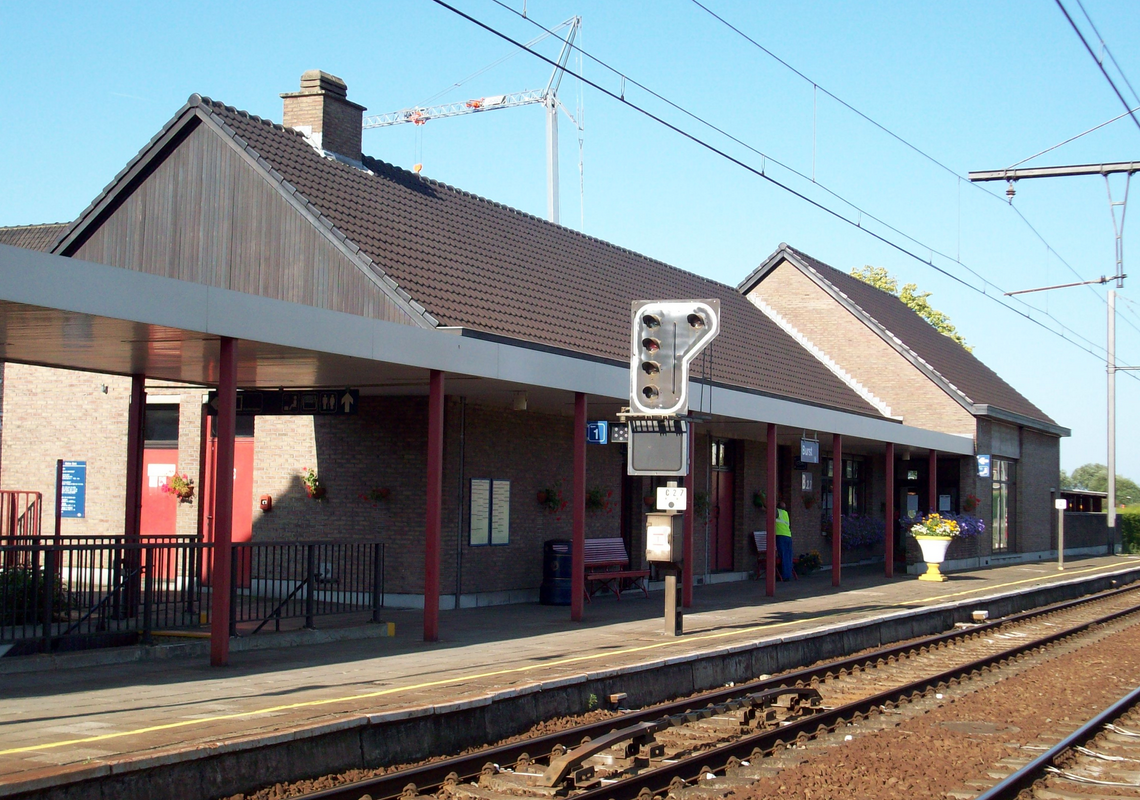
Zicht op het stationsgebouw
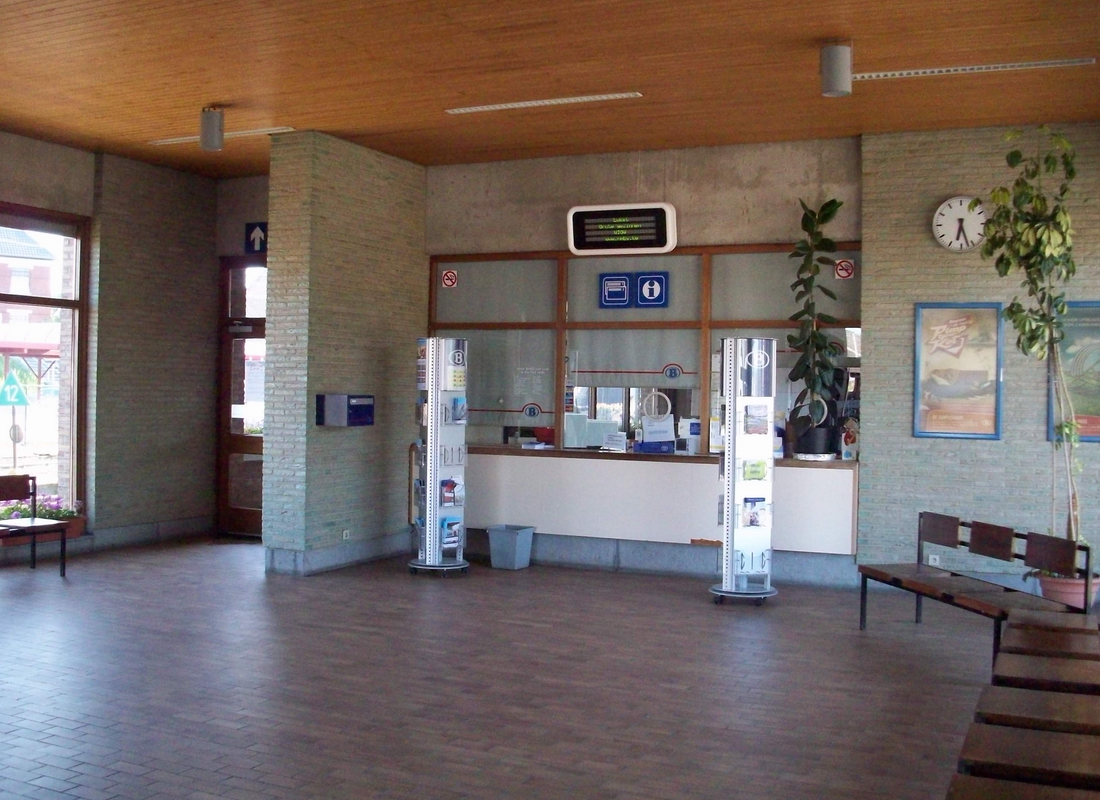
Lokettenhal
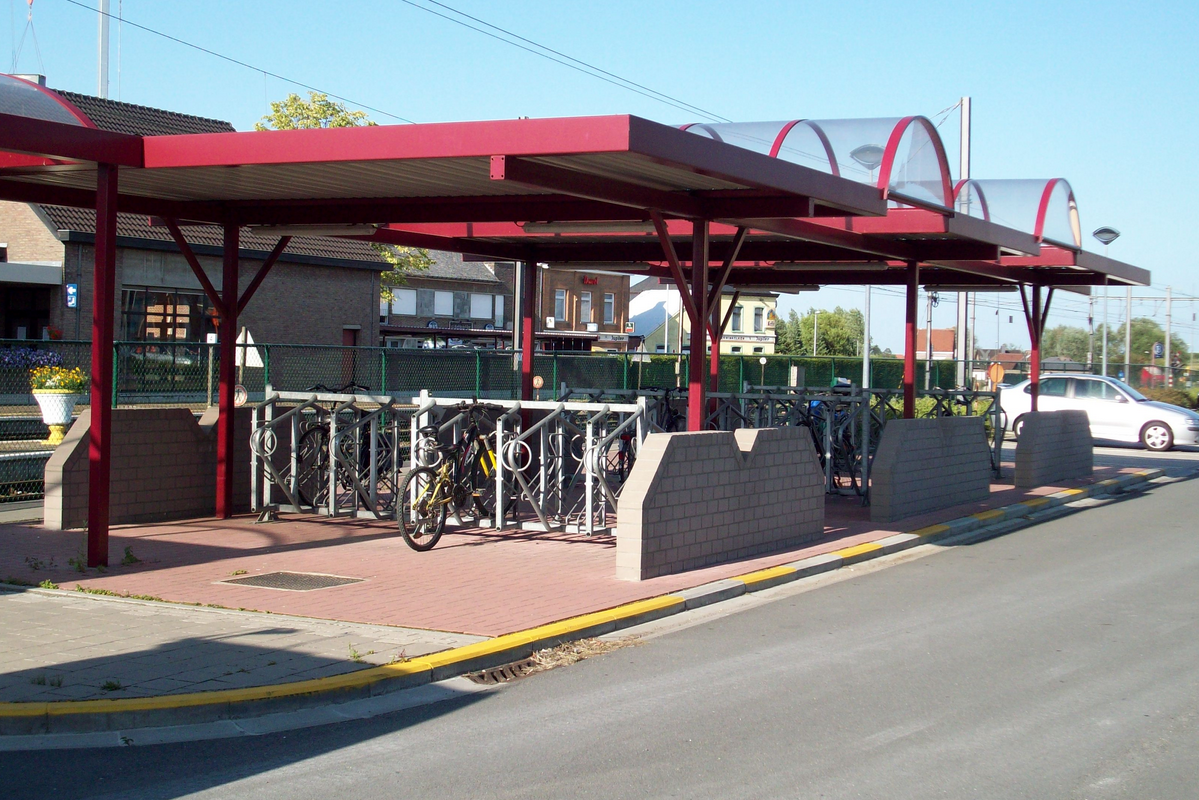
Fietsenstalling
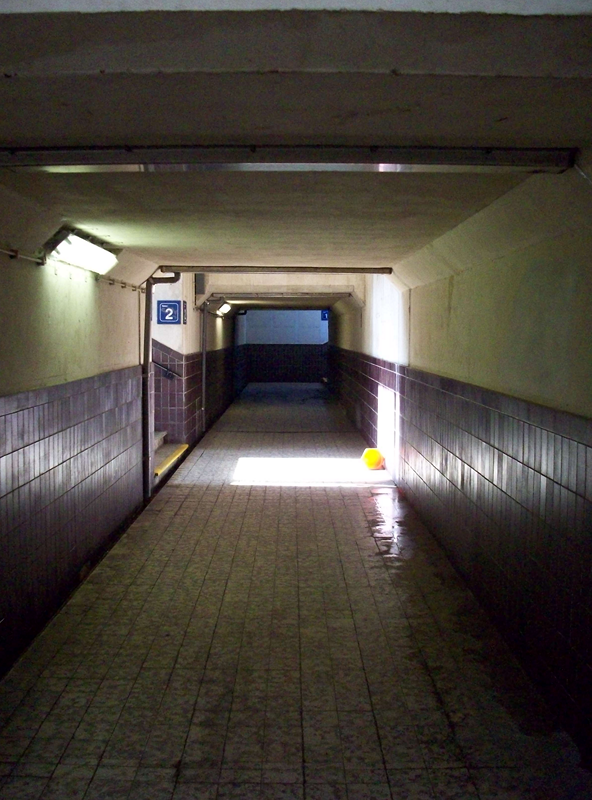
Verbindingstunnel
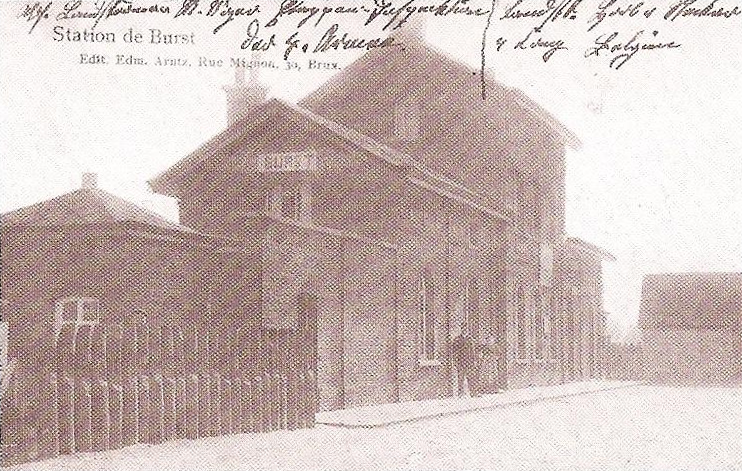
Postkaart met het oude station van Burst
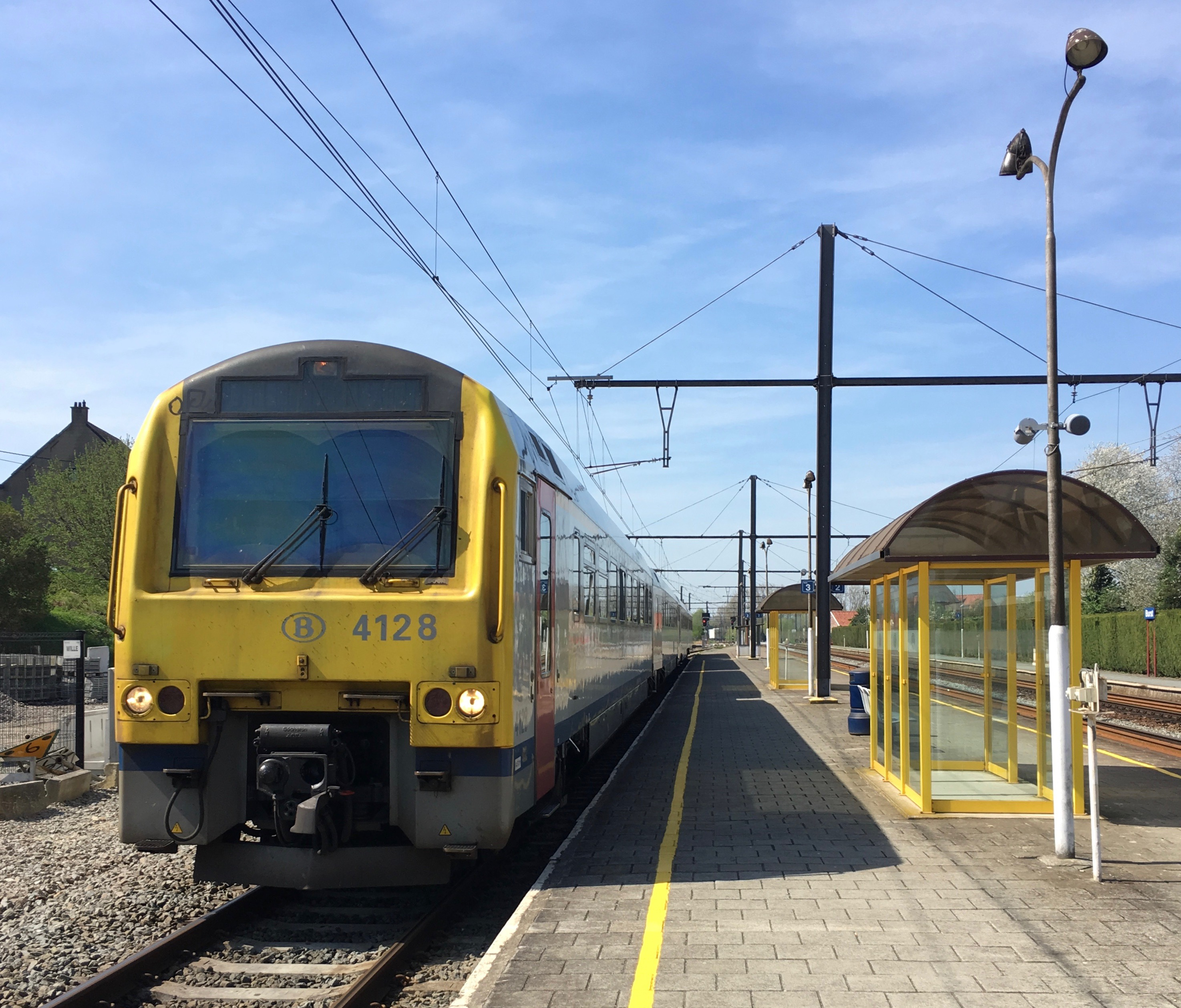
Trein naar Aalst in Burst

## Treindienst
| Serie       | Treinsoort          | Route                                                                              | Bijzonderheden |
| ----------- | ------------------- | ---------------------------------------------------------------------------------- | --- |
| IC 13       | Intercity (NMBS)    | Kortrijk – Burst – Denderleeuw – Brussel-Zuid – Schaarbeek                         | Rijdt alleen op werkdagen, rijdt soms van/naar Brussel-Zuid. |
| S 3         | GEN (NMBS)          | [ Denderleeuw – ] Geraardsbergen – Brussel-Zuid – [ Dendermonde ] / [ Schaarbeek ] | Rijdt tijdens de spits vanaf/naar Denderleeuw. Tijdens de spits extra ritten Geraardsbergen-Schaarbeek. Rijdt tijdens het weekend Denderleeuw-Brusssel-Noord.      |
| S 8         | GEN (NMBS)          | Zottegem – Burst – Brussel-Zuid – Brussel-Schuman – Ottignies – Louvain-la-Neuve   | Rit naar Zottegem rijdt niet in het weekend. Een rit rijdt dagelijks tussen Brussel-Zuid - Ottignies. Een rit rijdt dagelijks tussen Ottignies - Louvain-la-Neuve. |
| P 7950/8950 | Piekuurtrein (NMBS) | Kortrijk – Burst – Brussel-Zuid – Schaarbeek                                       | Rijdt alleen op werkdagen. |
| P 7980/8980 | Piekuurtrein (NMBS) | Aalst – Burst                                                                      | Rijdt alleen op werkdagen. Veertien treinen per dag (zeven in elke richting). Rijdt niet tijdens de maanden juli en augustus.                                      |

## Busdienst
De bussen stoppen aan de achterkant van het station in de Stationsstraat.
| Lijn | Route                                          | Dienstregeling                  |
| ---- | ---------------------------------------------- | ------------------------------- |
| 84   | Heldergem - Burst - Mere - Aalst               | Tijdens de spits op schooldagen |
| 93   | Herzele - Ressegem - Erpe - Vijfhuizen - Aalst | Tijdens de spits op schooldagen |
| 385  | Lede - Erpe-Mere                               | Op aanvraag                     |
| 390  | Herzele - Sint-Lievens-Houtem                  | Op aanvraag                     |

## Reizigerstellingen
De grafiek en tabel geven het gemiddeld aantal instappende reizigers weer op een week-, zater- en zondag.
| Tabel: aantal instappende reizigers station Burst | Tabel: aantal instappende reizigers station Burst | Tabel: aantal instappende reizigers station Burst | Tabel: aantal instappende reizigers station Burst |
|                                                   | Weekdag                                           | Zaterdag                                          | Zondag                                            |
| ------------------------------------------------- | ------------------------------------------------- | ------------------------------------------------- | ------------------------------------------------- |
| 1977                                              | 1 684                                             | 163                                               | 73                                                |
| 1978                                              | 1 754                                             | 112                                               | 73                                                |
| 1979                                              | 2 013                                             | 129                                               | 65                                                |
| 1980                                              | 1 741                                             | 37                                                | 66                                                |
| 1981                                              | 1 675                                             | 158                                               | 73                                                |
| 1982                                              | 1 606                                             | 79                                                | 92                                                |
| 1983                                              | 1 656                                             | 75                                                | 64                                                |
| 1984                                              | 1 485                                             | 79                                                | 70                                                |
| 1985                                              | 1 355                                             | 97                                                | 105                                               |
| 1986                                              | 1 333                                             | 90                                                | 46                                                |
| 1987                                              | 1 323                                             | 92                                                | 61                                                |
| 1988                                              | 1 309                                             | 61                                                | 42                                                |
| 1989                                              | 1 289                                             | 47                                                | 41                                                |
| 1990                                              | 1 180                                             | 55                                                | 42                                                |
| 1991                                              | 1 245                                             | 43                                                | 44                                                |
| 1992                                              | 1 236                                             | 43                                                | 38                                                |
| 1993                                              | 1 215                                             | 43                                                | 36                                                |
| 1994                                              | 1 170                                             | 68                                                | 55                                                |
| 1995                                              | 1 131                                             | 66                                                | 64                                                |
| 1996                                              | 1 179                                             | 95                                                | 57                                                |
| 1997                                              | 1 247                                             | 101                                               | 95                                                |
| 1998                                              | 1 395                                             | 125                                               | 92                                                |
| 1999                                              | 1 219                                             | 117                                               | 97                                                |
| 2000                                              | 1 210                                             | 108                                               | 91                                                |
| 2001                                              | 1 298                                             | 98                                                | 94                                                |
| 2002                                              | 1 162                                             | 107                                               | 100                                               |
| 2003                                              | 1 177                                             | 111                                               | 87                                                |
| 2004                                              | 1 085                                             | 112                                               | 74                                                |
| 2005                                              | 1 212                                             | 128                                               | 108                                               |
| 2006                                              | 1 300                                             | 120                                               | 117                                               |
| 2007                                              | 1 210                                             | 113                                               | 116                                               |
| 2008                                              | -                                                 | -                                                 | -                                                 |
| 2009                                              | 1 003                                             | 107                                               | 121                                               |
| 2010                                              | -                                                 | -                                                 | -                                                 |
| 2011                                              | -                                                 | -                                                 | -                                                 |
| 2012                                              | 889                                               | 147                                               | 69                                                |
| 2013                                              | 882                                               | 90                                                | 91                                                |
| 2014                                              | 848                                               | 116                                               | 79                                                |
| 2015                                              | 1 063                                             | 113                                               | 124                                               |
| 2016                                              | 953                                               | 130                                               | 97                                                |
| 2017                                              | 953                                               | 128                                               | 98                                                |
| 2018                                              | 980                                               | 124                                               | 135                                               |
| 2019                                              | 927                                               | 128                                               | 110                                               |
| 2020                                              | 473                                               | 88                                                | 89                                                |
| 2021                                              | -                                                 | -                                                 | -                                                 |
| 2022                                              | 1 052                                             | 208                                               | 191                                               |
| 2023                                              | 1 168                                             | 110                                               | 113                                               |
| 2024                                              | 1 139                                             | 211                                               | 199                                               |

0,0: Aalst ·
2,1: Aalst-Kerrebroek ·
4,2: Vijfhuizen ·
6,5: Erpe-Mere ·
9,0: Bambrugge ·
10,0/11,2: Burst ·
13,0: Terhagen ·
14,3: Herzele ·
16,0: Hillegem ·
17,6: Leeuwergem ·
20,2: Zottegem ·
2,3: Rozebeke ·
3,6: Michelbeke ·
7,7: Nederbrakel ·
10,7: Opbrakel ·
12,7: Vloesberg-Bos ·
15,6: Queneau ·
16,3: Rigoudrie ·
17,9: Elzele ·
23,0: Marijve ·
24,0: Ronse
0,0: Denderleeuw ·
2,1: Welle ·
3,9: Haaltert ·
6,5: Ede ·
11,2: Burst ·
13,0: Terhagen ·
14,3: Herzele ·
16,0: Hillegem ·
17,6: Leeuwergem ·
20,2: Zottegem ·
25,8: Roborst ·
27,5: Munkzwalm ·
30,0: Sint-Denijs-Boekel ·
32,5: Welden ·
34,7: Ename ·
37,5: Oudenaarde ·
41,0: Petegem ·
43,2: Elsegem ·
45,7: Anzegem ·
49,1: Sterhoek ·
53,8: Vichte ·
56,6: Deerlijk ·
59,8: Stasegem ·
63,3: Kortrijk